# Pîșnenkî, Zinkiv
Pîșnenkî (în ucraineană Пишненки) este localitatea de reședință a comunei Pîșnenkî din raionul Zinkiv, regiunea Poltava, Ucraina.

## Demografie
Componența lingvistică a localității Pîșnenkî
     Ucraineană (97,81%)
     Rusă (1,64%)
     Alte limbi (0,18%)
Conform recensământului din 2001, majoritatea populației localității Pîșnenkî era vorbitoare de ucraineană (97,81%), existând în minoritate și vorbitori de rusă (1,64%).